# Air Moldova
Air Moldova fue una aerolínea con sede en Chisináu, Moldavia. Fue la compañía aérea nacional de Moldavia y operó servicios regulares a destinos en Europa. Su base principal era Aeropuerto Internacional de Chisináu. El certificado de operador aéreo de Air Moldova le permitía el transporte de pasajeros, mercancías y correo.

## Historia
La aerolínea se estableció y empezó las operaciones en 1993 tomando como base la unidad local de Aeroflot. Desde sus inicios la compañía dirigió sus esfuerzos en la integración en el mercado internacional asumiendo los requerimientos modernos de las aerolíneas punteras.
El 13 de julio de 2004 Air Moldova se convirtió en un miembro IATA, consiguiendo el certificado de operador IOSA al pasar la auditoría de seguridad en las operaciones.
Air Moldova anunció que suspendería todas sus operaciones de vuelo entre el 21 y el 25 de abril de 2023, alegando problemas financieros en curso. Esto también provocó una disputa con las autoridades de aviación moldavas que habían ordenado a la aerolínea medidas de reestructuración, así como con un banco involucrado.
El 2 de mayo de 2023, Air Moldova anunció la suspensión de todas sus operaciones debido a limitaciones financieras, la planificación de medidas de reestructuración y la presentación de una solicitud de protección de los acreedores.
El 29 de mayo de 2023, el director y el subdirector de la aerolínea fueron citados a los tribunales por excederse en sus funciones. El certificado de navegabilidad del A320 de Air Moldova expiró el 21 de agosto de 2023; debido a la expiración del certificado de operador aéreo de Air Moldova, el servicio de la aerolínea permanecerá suspendido.

## Antiguos destinos
| Países                 | Destinos           | Aeropuertos                                             |
| ---------------------- | ------------------ | ------------------------------------------------------- |
| Alemania               | Berlín             | Aeropuerto de Berlín-Schönefeld                         |
| Alemania               | Berlín             | Aeropuerto de Berlín-Tegel                              |
| Alemania               | Düsseldorf         | Aeropuerto Internacional de Düsseldorf                  |
| Alemania               | Fráncfort del Meno | Aeropuerto de Fráncfort del Meno                        |
| Alemania               | Leipzig            | Aeropuerto de Leipzig/Halle                             |
| Armenia                | Ereván             | Aeropuerto Internacional de Zvartnots                   |
| Austria                | Viena              | Aeropuerto de Viena-Schwechat                           |
| Azerbaiyán             | Bakú               | Aeropuerto Internacional Heydar Aliyev                  |
| Bélgica                | Bruselas           | Aeropuerto de Bruselas                                  |
| Bielorrusia            | Minsk              | Aeropuerto Internacional de Minsk                       |
| Chipre                 | Lárnaca            | Aeropuerto Internacional de Lárnaca                     |
| Francia                | Beauvais           | Aeropuerto de Beauvais-Tillé                            |
| Francia                | París              | Aeropuerto de París-Charles de Gaulle                   |
| Francia                | Toulouse           | Aeropuerto de Toulouse–Blagnac                          |
| Emiratos Árabes Unidos | Dubái              | Aeropuerto Internacional de Dubái                       |
| España                 | Barcelona          | Aeropuerto Josep Tarradellas Barcelona-El Prat          |
| España                 | Madrid             | Aeropuerto Adolfo Suárez Madrid Barajas                 |
| España                 | Palma de Mallorca  | Aeropuerto de Palma de Mallorca                         |
| Georgia                | Tiflis             | Aeropuerto Internacional de Tiflis                      |
| Grecia                 | Atenas             | Aeropuerto Internacional Eleftherios Venizelos          |
| Grecia                 | Corfú              | Aeropuerto Internacional de Corfú-Ioannis Kapodistrias  |
| Grecia                 | Heraclión          | Aeropuerto Internacional de Heraclión Nikos Kazantzakis |
| Grecia                 | Rodas              | Aeropuerto Internacional de Rodas-Diágoras              |
| Irlanda                | Dublín             | Aeropuerto de Dublín                                    |
| Israel                 | Tel Aviv           | Aeropuerto Internacional Ben Gurión                     |
| Italia                 | Bolonia            | Aeropuerto de Bolonia                                   |
| Italia                 | Florencia          | Aeropuerto de Florencia                                 |
| Italia                 | Milán              | Aeropuerto de Milán-Malpensa                            |
| Italia                 | Olbia              | Aeropuerto de Olbia-Costa Smeralda                      |
| Italia                 | Roma               | Aeropuerto de Roma-Fiumicino                            |
| Italia                 | Turín              | Aeropuerto de Turín-Caselle                             |
| Italia                 | Venecia            | Aeropuerto Internacional Marco Polo                     |
| Italia                 | Verona             | Aeropuerto de Verona-Villafranca                        |
| Jordania               | Amán               | Aeropuerto Internacional Reina Alia                     |
| Kirguistán             | Biskek             | Aeropuerto Internacional de Manas                       |
| Moldavia               | Chisináu           | Aeropuerto Internacional de Chisináu (HUB)              |
| Montenegro             | Tivat              | Aeropuerto de Tivat                                     |
| Países Bajos           | Ámsterdam          | Aeropuerto de Ámsterdam-Schiphol                        |
| Polonia                | Varsovia           | Aeropuerto de Varsovia-Chopin                           |
| Polonia                | Varsovia           | Aeropuerto de Varsovia-Modlin                           |
| Portugal               | Lisboa             | Aeropuerto de Lisboa                                    |
| Reino Unido            | Londres            | Aeropuerto de Londres-Gatwick                           |
| Reino Unido            | Londres            | Aeropuerto de Londres-Stansted                          |
| República Checa        | Praga              | Aeropuerto de Praga                                     |
| Rumania                | Bucarest           | Aeropuerto Internacional de Bucarest-Henri Coandă       |
| Rusia                  | Ekaterimburgo      | Aeropuerto de Ekaterimburgo-Koltsovo                    |
| Rusia                  | Krasnodar          | Aeropuerto Internacional de Krasnodar                   |
| Rusia                  | Moscú              | Aeropuerto Internacional de Moscú-Domodédovo            |
| Rusia                  | Moscú              | Aeropuerto Internacional de Moscú-Sheremétievo          |
| Rusia                  | Moscú              | Aeropuerto Internacional de Moscú-Vnúkovo               |
| Rusia                  | Rostov del Don     | Aeropuerto de Rostov-on-Don                             |
| Rusia                  | San Petersburgo    | Aeropuerto Internacional Púlkovo                        |
| Rusia                  | Sochi              | Aeropuerto Internacional de Sochi                       |
| Suiza                  | Ginebra            | Aeropuerto Internacional de Ginebra                     |
| Turquía                | Ankara             | Aeropuerto Internacional Esenboğa                       |
| Turquía                | Antalya            | Aeropuerto de Antalya                                   |
| Turquía                | Bodrum             | Aeropuerto de Milas-Bodrum                              |
| Turquía                | Esmirna            | Aeropuerto de Esmirna-Adnan Menderes                    |
| Turquía                | Estambul           | Aeropuerto de Estambul                                  |
| Turquía                | Estambul           | Aeropuerto Internacional Atatürk                        |
| Turquía                | Estambul           | Aeropuerto Internacional Sabiha Gökçen                  |
| Ucrania                | Dnipró             | Aeropuerto Internacional de Dnipró                      |
| Ucrania                | Donetsk            | Aeropuerto Internacional de Donetsk                     |
| Ucrania                | Kiev               | Aeropuerto Internacional de Borýspil                    |
| Ucrania                | Odesa              | Aeropuerto Internacional de Odesa                       |

## Flota histórica
En 2001 Air Moldova alquiló aparatos Embraer 120 y 145. Los dos Yakovlev Yak-42 se devolvieron a Rusia a finales de 2003 y 2004. El último Tupolev Tu-154B (ER-85285) fue destruido el 5 de julio de 2006.
En noviembre de 2006 el gobierno moldavo transfirió unos 6 millones de euros a Air Moldova. Se adquirió un Airbus A320 con dinero sacado de un banco. La oposición manifestó sus dudas sobre la transparencia de estas actuaciones.
En junio de 2007, Air Moldova devolvió un A320 a la empresa de alquiler tras 38 meses de servicio.
Se alquiló un MD-82 (SX-BSQ) a Sky Wings entre mayo y octubre de 2007.
El primer Embraer EMB-120 Brasilia formó parte de la flota entre el 12 de octubre de 2001 y el 28 de septiembre de 2006 cuando fue transferido a Tandem Aero. El segundo Embraer 120RT voló entre el 23 de abril de 2004 y el 26 de marzo de 2005 para Air Moldavia.
| Aeronaves                | Total | Introducido | Retirado | Matrículas |
| ------------------------ | ----- | ----------- | -------- | --- |
| Airbus A319              | 2     | 2015        | 2023     | ER-AXL y ER-AXM                                                                                               |
| Airbus A320-200          | 5     | 2003        | 2023     | ER-AXV, ER-AXW, ER-AXT, ER-AXP y ER-AXA                                                                       |
| Airbus A321-200          | 3     | 2016        | 2023     | ER-AXR, SX-BHT y YR-ADI                                                                                       |
| Antonov An-24            | 5     | 1993        | 2001     | ER-46417, ER-46599, ER-47698, ER-46508 y ER-46685                                                             |
| Antonov An-26            | 2     | 1994        | 2008     | ER-26046 y ER-26059                                                                                           |
| Boeing 737-300           | 1     | 2015        | 2015     | SX-BDW |
| Boeing 737-500           | 1     | 2018        | 2018     | EK73775 |
| Embraer EMB-120 Brasilia | 2     | 2004        | 2015     | ER-EMA y F-HBBB                                                                                               |
| Embraer ERJ-145          | 1     | 2001        | 2002     | PH-RXC |
| Embraer E-190            | 3     | 2012        | 2020     | ER-ECB, ER-ECC y ER-ECD                                                                                       |
| Ilyushin IL-18           | 1     | 1994        | 1995     | ER-75929 |
| McDonnell Douglas MD-82  | 1     | 2014        | 2014     | YR-OTN |
| Túpolev Tu-134           | 11    | 1993        | 2007     | ER-65736, ER-65741, ER-65897, ER-65036, ER-65051, ER-65050, ER-65071, ER-65094, ER-65140, ER-65791 y ER-65707 |
| Túpolev Tu-154           | 9     | 1993        | 2000     | ER-85044, ER-85090, ER-85384, ER-85332, ER-85324, ER-85405, ER-85409 y ER-85565                               |
| Yakovlev Yak-40          | 2     | 1995        | 2001     | ER-87359 y ER-YGA                                                                                             |
| Yakovlev Yak-42          | 1     | 2000        | 2004     | ER-YCA |